# Hadjina biguttula
Hadjina biguttula är en fjärilsart som beskrevs av Victor Ivanovitsch Motschulsky 1866. Hadjina biguttula ingår i släktet Hadjina och familjen nattflyn. Inga underarter finns listade i Catalogue of Life.